# 布斯 (密蘇里州)
布斯（英語：Booth）是位於美國密蘇里州派克縣的鬼鎮。

## 歷史
布斯的郵局於1884年設立，其後於1885年停運。

## 地理
布斯所處的海拔為高於海平面262米（即860英呎），而該地所採用的時區為UTC-6，即北美中部時區（CST）。同時該地設有夏令時間，為UTC-6調快一小時，即UTC-5（CDT）。